# Hermann de Hohenzollern-Hechingen
Hermann Federico Otón (30 de julio de 1751, Lockenhaus (Léka), Condado de Vas, Reino de Hungría - 2 de noviembre de 1810, Hechingen) fue el Príncipe reinante de Hohenzollern-Hechingen de 1798 a 1810.

## Biografía
Se le confió el bienestar de su país, cuando alcanzó el poder en abril de 1798. El Príncipe Hermann Federico Otón fue criado en Bélgica, donde su padre, el Príncipe Francisco Javier de Hohenzollern-Hechingen (1719-1765) era un oficial imperial. De su madre, la Princesa Ana María de Hoensbroech-Geulle (8 de mayo de 1729 - 26 de septiembre de 1798), el Príncipe Hermann heredó sus posesiones holandesas. De su segunda esposa, la Princesa Maximiliana de Gavre, Marquesa d'Aysseau, heredó mil millones de francos.
Su primera esposa, la Condesa Luisa de Merode-Westerloo, murió solo un año después del matrimonio. En 1779, el Príncipe Hermann contrajo matrimonio con su tercera esposa, la Princesa María Antonia de Waldburg-Zeil-Wurzach.
Después de la transferencia de la margen izquierda del Rin a Francia como parte de reparaciones de guerra, intentó hallar dinero para el embellecimiento de Hechingen y la mejora de carreteras. Todas sus actividades sirvieron para aumentar al fortuna de su Casa.
El Príncipe Hermann era un General Mariscal de Campo Imperial y Teniente General prusiano. La situación del principado entre el tiempo del Segundo Congreso de Rastatt y el fin del Imperio hicieron que el debut del Príncipe fuera bastante relajado. Poco después de su ascenso al poder, mantuvo conversaciones de paz con los terratenientes locales, y llegó a un acuerdo mutuo en junio de 1795 en Hechingen. Después disolvió los festivales diarios locales de homenaje a un par de movimientos propios para la liberación de todos los súbditos de la servidumbre (la ciudad de Bisingen quedaría fuera del acuerdo y no pagaría tributo). El príncipe confinó sus zonas de caza a tres de sus territorios, de tal modo que fuera de estas tierras, los animales podían ser cazados por los campesinos locales. Las tierras fuera de las fronteras establecidas fueron parceladas o vendidas. La servidumbre, en lo concerniente a dependientes legales protegidos por el príncipe, fue abolida. Sin embargo, eso pesó gravemente sobre ellos. La monarquía obtuvo el cinco por ciento del territorio.
Los súbditos obtuvieron el derecho a elegir representantes mediante elecciones generales. Estos representantes tendrían derecho a controlar los impuestos y el derecho a representar el pueblo llano. El príncipe dio a los judíos, bajo sugerencia de su consejero judío Jakob Kaulla, permiso para residir en su principado durante cuarenta años a cambio de una remuneración para la alta cámara. El príncipe logró apaciguar los conflictos con sus súbditos en el plazo de unas pocas semanas.
El Príncipe Hermann no era en general un hombre de compromiso, era una personalidad extravagante, su naturaleza era sospechosa y propia de un microgestor; después estuvo concernido en los detalles externos de la administración. Según el gusto preeminente en este tiempo, amaba estar solo en la naturaleza, particularmente en su pabellón de caza en Friedrichsthal. Era un patriarca metódico y vigilante que logró disfrutar de uno de los últimos puntos álgidos del absolutismo entre los príncipes alemanes. Las Actas de la Confederación del Rin rescataron la existencia independiente de los Príncipes de Hechingen, sin embargo no se le dio de ningún modo una extensión de su poder, ni basada en sus posesiones como terreteniente ni por derechos de soberanía. Percibió esto como una afrenta y una discriminación contra él, la línea mayor de su Casa. Profundamente afligido por la humillación de Prusia y Austria, el Príncipe Hermann Federico Otón murió el 2 de noviembre de 1810.

## Matrimonio e hijos
El Príncipe Hermann Federico Otón contrajo matrimonio tres veces. El 18 de noviembre de 1773 contrajo matrimonio con la Condesa Luisa de Merode-Westerloo (28 de septiembre de 1747 - 14 de noviembre de 1774), hija de Jean Guillaume von Merode-Westerloo (1722-1763). Tuvo una hija con ella:
- Luisa Juliana Constantina (1 de noviembre de 1774, Maastricht - 7 de mayo de 1846, Glogau) ∞ 1806 Barón Ludwig Heer von der Burg (16 de diciembre de 1776 - 13 de octubre de 1833).

El 15 de febrero de 1775 contrajo matrimonio por segunda vez con la Princesa Maximiliana de Gavre (30 de marzo de 1753 - 6 de agosto de 1778), hija del Príncipe Carlos I Alejandro de Gavre. La pareja tuvo un hijo:
- Príncipe Federico Hermann Otón de Hohenzollern-Hechingen (1776-1838)

Su tercer matrimonio se produjo el 26 de julio de 1779 con la Princesa María Antonia de Waldburg-Zeil-Wurzach (6 de junio de 1753 - 25 de octubre de 1814). La pareja trajo las siguientes hijas:
- María Antonia Filipina (8 de febrero de 1781, Dagstuhl - 25 de diciembre de 1831, La Haya) ∞ 12 de julio de 1803 con el Conde Federico Luis de Waldburg-Capustigall (25 de octubre de 1776 - 18 de agosto de 1844).
- María Teresa Francisca (11 de agosto de 1784, Dagstuhl - 6 de septiembre de 1784, Dagstuhl)
- Francisca Teresa Carolina (19 de enero de 1786, Dagstuhl - 1810)
- María Maximiliana Antonia (3 de noviembre de 1787, Wadern - 30 de marzo de 1865, Baden bei Wien);

∞ 25 de febrero de 1811 al Conde Everardo de Waldburg-Wurzach (14 de junio de 1778 - 18 de enero de 1814)
∞ 12 de junio de 1817 a Clemente José de Lodron-Laterano (23 de septiembre de 1789 - 3 de septiembre de 1861)
- Josefina (14 de mayo de 1790, Wadern - 25 de marzo de 1856, Viena)

∞ 31 de agosto de 1811 al Conde Ladislaus Festetics de Tolna (15 de junio de 1785 - 12 de mayo de 1846).